# 3.16 인동장터 독립만세운동 재현행사
3.16 인동장터 독립만세운동 재현행사는 대전광역시 동구 인동에서 개최하는 민족 독립운동 행사이다. 매년 3월 16일에 개최한다.

## 유래
삼일운동 이틀 뒤 3월 3일, 대전 인동장터에서는 일제의 탄압에 분노한 나무꾼들이 대한독립만세를 외쳤다.  이후 대전의 본격적인 만세 시위는 1919년 3월 16일 인동 가마니 시장에서 펼쳐졌다. 장날 정오 겨울동안 짠 가마니가 산더미처럼 쌓여 있는 시장에서 난데없는 ‘대한독립만세’를 외치는 소리가 들렸다. 장꾼들 모두 소리나는 곳으로 달려가 보니 누군가가 쌓여진 가마니 더미 위에서 태극기를 흔들며 만세를 외치고 있었다. 당시 만세운동을 주도했던 이는 30대 청년 양태석(아호 사길)이었고 김노원, 장운심, 권학도 등의 청년들이 태극기를 나누어주며 행진대열을 짜고 시위를 주도했다. 장꾼들은 삽시간에 불어났고 오후를 지나면서 격렬한 시위로 변하여 인동일대와 경찰서가 있는 원동을 돌며 만세를 외쳤다. 그러나 그것도 잠시, 오후가 지나자 용두동에 있는 보병대가 출동하여 무차별 총격으로 탄압하기 시작하였다. 이날 결국 15명이 사망하였고 수 십명이 부상하였으며 9명이 체포되었다.

## 현재
행사장 일대에 가득한 태극기의 물결이 매우 인상적으로 펼쳐지는 가운데 행사는 당시 만세운동 상황을 재연한 가두행진으로 시작한다. 주민·학생·단체 등 모든 시민들이 태극기를 휘두르며 행진에 참여하여 행사분위기를 고조시킨다. 이어 3.1절 노래 합창, 기미 독립선언문 낭독, 만세삼창으로 다함께 3.16 만세운동의 큰 뜻을 기린 후, 전문 공연단의 마당극이 이어지는데 친일파의 행적 풍자, 명성황후 시해 사건 등과 일본의 혹독한 압제, 학살 및 이를 굴하지 않는 민족의 결연한 의지 등의 내용을 담고 있다. 이와 함께 독립운동 사진 자료 등을 전시하여 조상들의 조국애를 기리고 독립운동의 의미를 되짚어 보는 데 기여하고 있으며 행사는 매년 3월 16일 인동 쌀시장 앞 도로(전기안전공사 옆)에서 재연되고 있다.